# 309P/LINEAR
309P/LINEAR è una cometa periodica appartenente alla famiglia delle comete gioviane.
La cometa è stata scoperta il 31 agosto 2005 dal programma di ricerca astronomica LINEAR, la sua riscoperta il 22 agosto 2014 ha permesso di numerarla.